# Бабак (золота монета)
«Баба́к» — золота пам'ятна монета номіналом 2 гривні, випущена Національним банком України, присвячена бабаку степовому (Marmota bobak) — гризуну, який живе на степу в норах і впадає з осені до весни в сплячку.
Монету введено в обіг 1 березня 2007 року. Відноситься монета до серії «Найменша золота монета».

## Опис монети та характеристики
| Номінал грн. | Метал  | Маса, грам | Діаметр, мм. | Якість виготовлення       | Гурт    | Тираж, штук |
| ------------ | ------ | ---------- | ------------ | ------------------------- | ------- | ----------- |
| 2            | золото | 1,24       | 13,92        | спеціальний анциркулейтед | гладкий | 10 000      |

### Аверс
На аверсі монети в намистовому колі розміщено малий Державний Герб України, над яким — рік карбування монети — 2007; між намистовим колом і кантом монети — кругові написи: «НАЦІОНАЛЬНИЙ БАНК УКРАЇНИ» (угорі), «2 ГРИВНІ» (унизу), а також позначення металу, його проби — Au 999,9 (ліворуч), маса — 1,24 та логотип Монетного двору Національного банку України (праворуч).

### Реверс

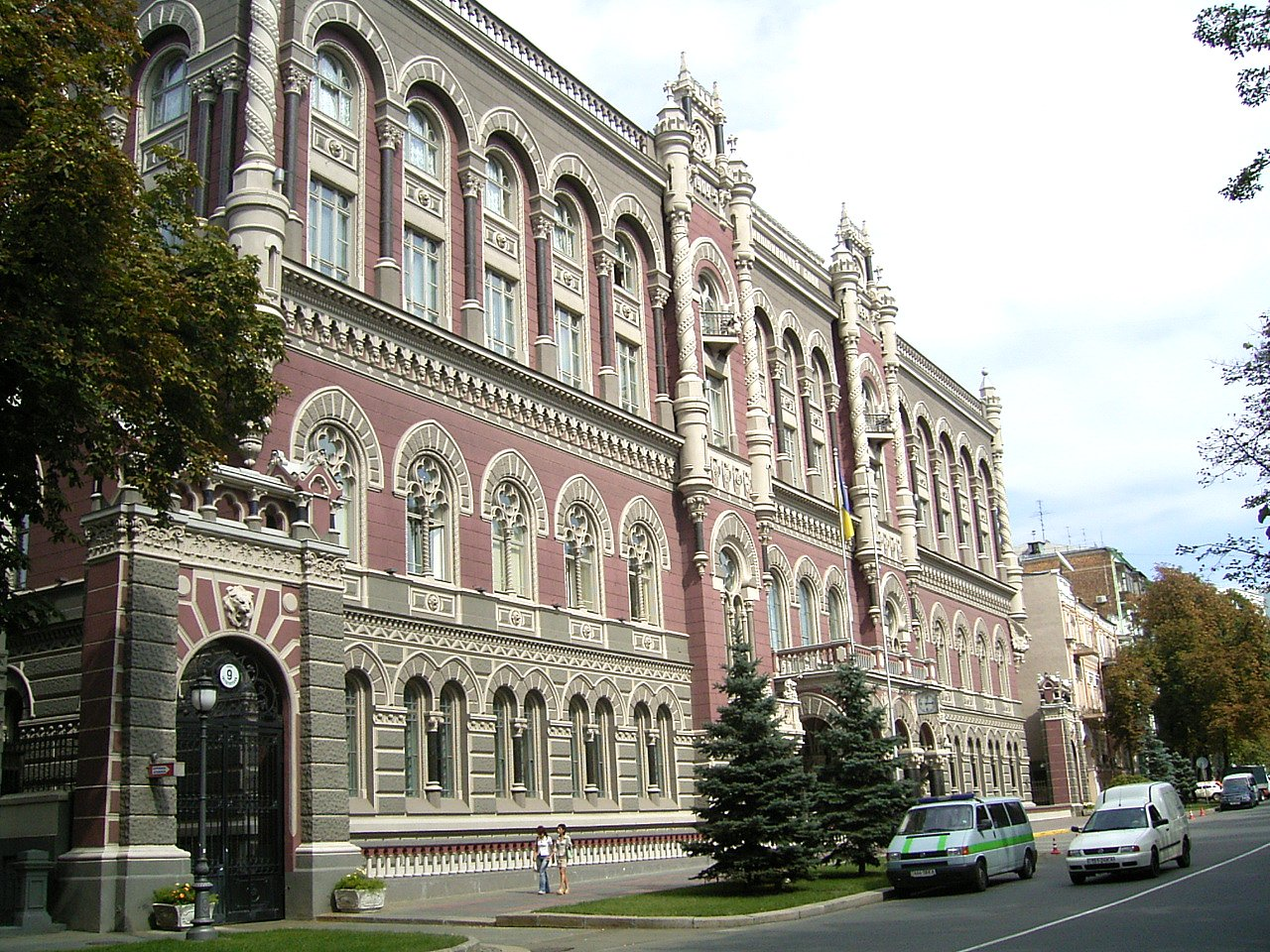
Будівля Національного банку України

На реверсі монети зображено бабака степового та розміщено написи: «MARMOTA BOBAK» (ліворуч) і «БАБАК (БАЙБАК)» (праворуч).
Назву тварини подано трьома мовами:
- «Marmota bobak» — наукова назва цього виду гризунів (латиною),
- «Бабак» — українська назва роду Marmota,
- «Байбак» — російська назва роду Marmota.

Оскільки у степах Європи (зокрема й України) живе лише один вид бабака, то видове означення (в даному випадку «степовий») звичайно не використовують, і позначають вид назвою роду.

## Автори
- Художник — Дем'яненко Володимир.
- Скульптор — Дем'яненко Володимир.

## Вартість монети
Ціна монети — 281 гривня була вказана на сайті Національного банку України в 2007 році.
Фактична приблизна вартість монети, з роками змінювалася так:
| Рік        | 2010 | 2011 | 2012 | 2013 | 2014 | 2015  | 2016  | 2017  | 2018  | 2019  | 2020  | 2021  | 2022  | 2023  | 2024  | 2025  |
| ---------- | ---- | ---- | ---- | ---- | ---- | ----- | ----- | ----- | ----- | ----- | ----- | ----- | ----- | ----- | ----- | ----- |
| Ціна, грн. | 590  | 650  | 850  | 800  | 750  | 1 700 | 1 600 | 2 000 | 2 000 | 1 950 | 2 100 | 3 000 | 3 500 | 5 200 | 6 000 | 8 900 |